# Debbie Gibson
Deborah Ann Gibson (Nova Iorque, 31 de agosto de 1970), mais conhecida por Debbie Gibson, é uma cantora, compositora, pianista, dançarina, atriz e produtora norte-americana, que alcançou fama e sucesso prematuramente, aos 16 anos de idade, quando ficou famosa por seus hits na década de 1980.
O sucesso prematuro permitiu que, em 1988, seu nome fosse incluído no Guinness Book, por ser a artista feminina mais jovem a compor, cantar, e produzir um hit número 1 na Billboard Hot 100, "Foolish Beat", canção de seu primeiro disco "Out Of The Blue". Em 1989, voltou ao topo com o sucesso de "Lost in Your Eyes".
A década de 1990 trouxe mudanças significativas à indústria fonográfica, e artistas consagrados dos anos 80 já não tinham mais o mesmo apelo comercial de outrora. Durante este período, Debbie priorizou o trabalho como atriz e produtora de musicais, papel que desempenha até hoje, conciliando com a sua agenda de apresentações ao vivo.

## Biografia
Gibson nasceu no Brooklyn, Nova Iorque. A terceira filha de Diane e Joseph Gibson cresceu em Merrick, subúrbio de Long Island. Aos cinco anos de idade, na companhia das irmãs Karen, Michele e Denise e de seu primo TJ Normandin, começou a atuar no teatro da comunidade e escreveu sua primeira canção, "Make Sure You Know Your Classroom."
Aos oito anos, Debbie começou a cantar no coral do teatro Metropolitan Opera House, em Nova York. Neste período iniciou aulas de ukelele, violão e piano com o renomado e notável pianista norte-americano Morton Estrin. Suas maiores influências musicais eram Billy Joel, Carole King, Elton John, Madonna e Olivia Newton-John.

### 1986-1989
Em 1986, aos 16 anos, fora descoberta e contratada pela gravadora Atlantic Records, dando início ao processo de composição do seu primeiro disco. "Out Of The Blue" (1987) foi produzido por Fred Zarr e pela própria Debbie Gibson, que, com a música "Foolish Beat", alcançou o primeiro lugar das paradas da Billboard Hot 100. Essa façanha foi registada no Guiness Book por ter sido a artista feminina mais jovem a cantar, compor, tocar e produzir um sucesso número 1 da Billboard Hot 100 - recorde que mantém até hoje. Com o sucesso deste disco, começou a lotar estádios e arenas por todo território norte-americano, ganhando atenção e reconhecimento internacional. Canções como "Only In My Dreams", "Out Of The Blue" e a própria "Foolish Beat", foram executadas exaustivamente nas rádios. O álbum alcançou o certificado de platina tripla.
Em 1988, Debbie, então com 18 anos, foi convidada para cantar o hino nacional dos Estados Unidos em uma partida da Major League Baseball World Series. Ainda no mesmo ano, Gibson co-apresentou a primeira edição do Kids Choice Awards da Nickelodeon, ao lado de Tony Danza, Brian Robbins e Dan Schneider.
Seu segundo álbum "Electric Youth" (1989) vendeu mais de 5 milhões de copias, e se tornou número 1 em vendas no Estados Unidos, alcançando boas posições nos charts de diversos países da America, Ásia e Europa. Os sucessos "Lost in Your Eyes", "We Could Be Together", "No More Rhyme" e "Electric Youth" são até hoje, um marco na carreira da artista. Aproveitando o sucesso do álbum, em meados de 1989, Debbie lançou uma linha própria de perfumes, cosméticos e itens de maquiagem, a "Electric Youth". Os produtos foram distribuídos pela distribuidora Revlon.

### 1990-2000
Seu terceiro álbum, "Anything is Possible" (1990), não obteve a vendagem expressiva dos álbuns anteriores, tendo alcançado as posições 21º e 18º no chart da Billboard. O disco possuí16 faixas, uma atitude audaciosa para a época, e os principais foram a canções "This So-Called Miracle", "Mood Swings", "One Hand, One Heart", "Sure", "Another Brick Falls" e a faixa título "Anything is Possible". Embora as vendas não tenham  correspondido às expectativas, foram suficientemente expressivas para que Debbie fosse convidada a integrar a LineUp do festival Rock In Rio II. Gibson tocou no dia 26 de janeiro de 1991, e foi ovacionada por 120 mil pessoas ao Estádio do Maracanã.
Em 1991, em conjunto com diversos artistas da época, participou da gravação da canção "Voices That Care", música de autoria de David Foster, Linda Thompson e Peter Cetera. A canção tinha o intuito de ajudar a elevar a moral das tropas militares norte-americanas que atuaram na Guerra do Golfo, bem como ajudar a organização "Cruz Vermelha Internacional".
Em 1993, Gibson lança seu quarto e último trabalho pela Atlantic Records. O álbum "Body Mind Soul" apresenta um conteúdo mais maduro onde temas como estupro, monogamia, AIDS e racismo são abordados e comunicados de forma inteligente, porém o disco obteve vendas muito aquém dos lançamentos anteriores. A partir de então, com a popularidade decrescente, Debbie Gibson mergulhou no universo cênico. Nesta época ela interpretou Eponine no musical Les Miserables, baseado na obra do escritor francês Victor Hugo. O sucesso foi tão grande que logo após o término da peça, ela fora convidada para participar de outro projeto, desta vez em Londres, onde encarnou Sandy Oslon no musical "Grease". A peça repetiu o sucesso do projeto anterior, e culminou na gravação da trilha sonora "Grease - The Original London Cast".
Em 1995, Debbie desligou-se da Atlantic Records, e assinou com a gravadora EMI, pela qual lançou o disco "Think With Your Heart". No disco destacam-se as faixas "Didn't Have The Heart", "For Better Or Worse" e a regravação do clássico de Carole King "Will You Love Me Tomorrow?". Ainda em 1995, ela voltou aos teatros para atuar na versão norte-americana de "Grease", desta vez interpretando Beth Rizzo.
Em 1996, Gibson deixa a gravadora EMI e cria a sua própria gravadora, a "Espiritu Records". Neste período, lança o álbum "Deborah", onde Debbie passa a ser conhecida pelo seu nome verdadeiro: Deborah Gibson. Deborah traz composições mais emotivas e arranjos mais sofisticados, com destaque para as canções "Butterflies Are Free", "Naturally", "Cry Tonight", "I Will Let You Go" e "People".
Em 1997, estrelou na Broadway o clássico "A Bela e a Fera", como Bela, ficando em cartaz por mais de 9 meses ininterruptos, devido ao sucesso de público e crítica que a peça obteve. Aproveitando o sucesso de seus musicais anteriores, Gibson seguiu atuando em diversas peças: Gypsy (1998); Joseph and the Amazing Technicolor Dreamcoat (1999-2000); Cinderella (2000-2001).
Em 1998, enquanto atuava no musical "A Bela e a Fera", recebeu cartas ameaçadores de um fã, que mais tarde revelou-se um serial killer, tendo sido preso logo depois do episódio. O fã em questão era Michael Falkner, um dos muitos fãs condenados por matar ou tentar matar os seus artistas favoritos. Os fãs serial killers mais conhecidos talvez sejam Mark Chapman e Robert Bardo, respectivamente, responsáveis pelas mortes de John Lennon e da atriz Rebecca Scheaffer.

### 2001-2009
Em 2001, lança "M.Y.O.B." o seu sétimo trabalho de estúdio. O disco trazia uma sonoridade condizente com a atual fase da indústria fonográfica, como pode ser notado em músicas como "What You Want" e "Your Secret". Outros destaques ficam por conta das canções "The One" e "Wishing You Were Here".
Em 2003, lança o CD “Colored Songs: The Broadway Album”. O disco trazia hits dos teatros americanos, em versões repaginadas, apresentadas por meio de uma atmosfera jazzística que demonstrava toda a versatilidade de Gibson como cantora e pianista. Os maiores destaques ficam por conta das canções "I'd Rather Leave While I'm In Love", "Let Me Entertain You", "On My Own", "Anytime (I Am There)", "Maybe This Time" e "Who Are You Now".
Em meados de 2003, Gibson, atuou como jurada do spin-off do reality American Idol, chamado "American Juniors", que durou apenas uma temporada. Participou também do reality show "Celebrity Apprentice", reality equivalente ao "Aprendiz Celebridades" no Brasil. Em uma das tarefas do programa, Gibson arrecadou R$ 50.000,00, que foram doados à Children International (ONG internacional que cuida de crianças desabrigadas). Porém, fora demitida por Donald Trump na sétima etapa do reality, pois em uma determinada prova, havia arrecadado uma quantia monetária inferior ao restante dos candidatos de sua equipe.
Em 2005, Gibson lançou o single "Naked", que coincidiu com a sua aparição na revista Playboy, no mesmo ano. Desde que completou 18 anos em 1988, Gibson já havia sido convidada cinco vezes para posar nua, e apenas no sexto pedido, em 2005, ela resolveu aceitar, em um esforço para renovar a sua imagem. Ainda em 2005, Deborah compilou algumas de suas canções demos antigas - concebidas antes de assinar com a Atlantic Records - em um novo álbum, intitulado Memory Lane. O álbum foi lançado em dois volumes, e apresenta canções demos gravadas por Gibson entre 1975 e 1986.
Em 2006, em parceria com o cantor do "New Kids On The Block", Jordan Knight, Gibson lança o single "Say Goodbye". O single foi um sucesso, e tocou exaustivamente nas rádios, alcançado a 24º posição no chart da Billboard.
Em 2007, participou, como jurada, do reality show musical "Total Pop Star", onde atuou ao lado de Andrew Van Slee e Joey Lawrence. O reality teve apenas duas temporadas, tendo sido cancelado pela emissora, por não atingir os índices de audiência esperados.
Em 2008, Gibson foi elogiada pela crítica ao criar o musical "Pop Goes Broadway", projeto que levou a música pop para a Broadway. A cantora idealizou ainda o "Deborah Gibson's Electric Youth”, para garimpar e produzir jovens talentos da música.
Em 2009, estrelou o filme de ação Mega Shark Versus Giant Octopus, ao lado do ator Lorenzo Lamas. O filme foi produzido pela The Asylum, e lançado em 19 de maio de 2009. Estreou no Festival de Cannes, e atraiu 2 milhões de telespectadores na Syfy.

### 2010-2015
Após alguns anos sem entrar em estúdio para gravar, Gibson volta com o álbum "Ms. Vocalist", em 2010. Uma compilação de grandes clássicos da musica japonesa, em versões repaginadas e em inglês. O single "I Love You" obteve boa colocação nos charts da Ásia, alcançado a 13º posição no Japão. Outros destaques do disco ficam por conta das canções "Tsunami", "Roman Hikou", "Hitomi Wo Tojite" e "Sekaiju No Dareyori Kitto" (que contém uma participação especial do vocalista da banda Mr.Big, Eric Martin). A versão DeLuxe do álbum, traz regravações dos seus maiores sucessos e uma versão exclusiva de "Lost in Your Eyes", em japonês.
Em 29 de janeiro de 2011, Gibson estrelou o filme da Syfy, Mega Python vs Gatoroid, ao lado de sua ex-rival Tiffany. Ainda em 2011, compôs uma nova canção, "Rise", que foi indicada ao Oscar, na categoria "melhor canção de curta metragem". O curta em questão era "3 Billion and Counting", um documentário que explorava uma doença que assola muitas crianças no continente africano, a malária.
Em 2011, Katy Perry admitiu ser uma grande fã do trabalho de Gibson, e a convidou para atuar no videoclipe do single Last Friday Night (T.G.I.F.). No clipe, Deborah atua como Tiffany Terry, mãe de Kathy beth Terry, personagem de Katy Perry.
Em 18 de abril de 2011, Gibson causou alvoroço nas redes sociais quando garantiu, via twitter, que sairia em turnê com a sua maior rival dos anos 80, a cantora Tiffany. A turnê realmente ocorreu e transcorreu sem maiores percalços.
Em 2012, Gibson fez uma aparição no filme Rock Of Ages, estrelado por Tom Cruise. Ela participa de uma cena, cantando "We're Not Gonna Take It" ao lado de Russell Brand e Sebastian Bach. No mesmo ano, Gibson lançou um novo single. "Don't Wake Me" fora lançado em seu site oficial. O lançamento de mais um single, fez com que Deborah fosse questionada sobre a possível elaboração de um novo álbum. Ela admitiu estar trabalhando no conceito de um novo álbum, mas salientou que não há pressa para lançá-lo, o processo de composição se estenderá até Gibson ter certeza de que têm, em mãos, um trabalho que remeta aos seus tempos áureos.
Em 2014, Gibson afirmou ser portadora da Doença de Lyme desde 2013. Esta doença causada por uma bactéria tem como sintomas inchaço dos gânglios linfáticos locais, mal estar, fadiga, dores de cabeça, febre e calafrios, rigidez do pescoço e dores musculares e articulares, náusea, vômito, dor de garganta, e aumento de linfonodos e do baço. Debbie está em tratamento intensivo com o Dr. Joseph Sciabarassi, especialista norte-americano em tratar pacientes deteriorados pela doença de Lyme.
Em 2015, estrelou o telefilme "The Music in Me", com uma música original chamada, "Promises". Durante esse tempo, Gibson realizou uma temporada de shows no continente sul-americano, com Rick Astley, Martika e Samantha Fox, além de ter atuado na série de TV "Acting Dead".

### 2016-presente
Em 2016, Gibson estrelou, desenvolveu e produz o filme "Summer of Dreams" do Hallmark Channel, no qual tem muitos paralelos com sua própria vida real. No filme ela executa uma versão balada de "Only in My Dreams", juntamente com uma nova música, "Wonderland", as faixas (ambas auto-escritas) servindo como novas melodias para sua carreira, até agora.
Em 2017, Gibson também participou da 25ª temporada do programa Dancing with the Stars da ABC. Ela fez dupla com o bailarino profissional Alan Bersten. Gibson e Bersten foram o segundo casal eliminado da temporada, ficando em 12º lugar. Em junho, Debbie Gibson alcançou seu maior sucesso nas paradas em mais de 25 anos com seu dueto com Sir Ivan na música I Am Peaceman, que alcançou a 26ª posição na parada Billboard Dance Club. Em junho de 2018, Gibson apareceu no videoclipe da versão cover de Foolish Beat, da banda americana de heavy metal Voices of Extreme.
Ela celebrou o 30º aniversário de sua carreira pop, incluindo o álbum de sucesso Electric Youth e seu maior single, Lost In Your Eyes, com o lançamento da coletânea comemorativa We Could Be Together, composta por 10 CDs e 3 DVDs.
Em setembro de 2018, Gibson estrelou o filme "Wedding of Dreams", do Hallmark Channel, uma sequência do filme "Summer of Dreams" de 2016.
Em março de 2019, Gibson produziu um programa especial na rádio Sirius XM, para comemorar o 30º aniversário de seu álbum "Electric Youth", durante o programa ela tocou cada música do álbum, acompanhada de histórias pessoais e curiosidades em torno de cada música. Em 2 de maio de 2019, Debbie embarcou na "Mixtape Tour", ao lado de artistas como Tiffany, Salt-N-Pepa, Naughty by Nature e New Kids on the Block. A turnê arrecadou US$ 53,2 milhões e vendeu 662.911 ingressos em 55 shows.
Em 7 de junho de 2019, Debbie Gibson lançou o vibrante hino pop Girls Night Out, cujo videoclipe foi filmado em Las Vegas, Nevada. A canção alcançou a quarta posição na parada Billboard Dance Club. Em 20 de agosto de 2021, ela lançou o álbum The Body Remembers, sua primeira gravação de estúdio com músicas originais desde M.Y.O.B.. O álbum inclui uma nova versão de Lost in Your Eyes, em dueto com Joey McIntyre.
Ainda em 2019, Gibson integrou o time de jurados do programa musical America’s Most Musical Family, da Nickelodeon, ao lado de Ciara e do apresentador Nick Lachey.
O ano de 2021 foi especialmente agitado para a artista. Sua participação especial no episódio musical de Lucifer estreou na Netflix, enquanto ela conquistava Las Vegas com Joey McIntyre durante a minirresidência Debbie Gibson & Joey McIntyre: Live from Las Vegas, no The Venetian® Resort Las Vegas. Nesse período, lançou o dueto Lost in Your Eyes com McIntyre, além da faixa One Step Closer, coescrita pela DJ Tracy Young e acompanhada por um remix exclusivo do DJ John Michael, que estreou durante a Debbie Gibson Peloton Ride, um treino de 45 minutos dedicado ao seu icônico repertório musical.
Em 2022, a Stargirl Records lançou One Step Closer Remixes, que alcançou a terceira posição nas paradas de dance da Suíça e a oitava na Commercial Pop MusicWeek, no Reino Unido. Gibson participou de diversos programas de televisão, como Secret Celebrity Renovation, da CBS, e exibiu seu talento ao lado da banda The Roots no The Tonight Show, de Jimmy Fallon. Ela também embarcou em uma turnê solo pelos Estados Unidos com The Body Remembers, celebrando o 35º aniversário de seu álbum de estreia, Out of the Blue, com três shows esgotados em Nova York. A comemoração foi seguida pelo lançamento de seu primeiro álbum natalino, Winterlicious, acompanhado por uma turnê homônima.
Em 2023, Gibson esteve constantemente em evidência na TV americana, competindo contra Donny Osmond no programa Magic With The Stars, de Criss Angel, e como Night Owl no sucesso The Masked Singer, da Fox. Além disso, arrecadou quase 200 mil dólares para instituições de caridade nos programas Celebrity Name That Tune e Celebrity Wheel of Fortune. Como produtora executiva, liderou o aclamado filme LGBTQ Notes of Autumn, do canal Hallmark. Enquanto a The Body Remembers Encore Tour percorria os Estados Unidos, ela lançava o single Love Don’t Care com seu respectivo videoclipe, participava do especial Christmas in July da HSN e divulgava Love Don’t Care – The Remixes. Nesse mesmo ano, Gibson anunciou um contrato com a editora Gallery para a publicação de seu livro de memórias, previsto para setembro de 2025.
Sem sinais de desaceleração, Gibson iniciou 2024 com sua participação no programa We Are Family, da Fox, e foi homenageada com o Trailblazer Award, concedido pela Women’s International Music Network, durante a 12ª edição do She Rocks Awards. Ela celebrou o 35º aniversário de seu sucesso número 1, Lost In Your Eyes, e do álbum Electric Youthcom um remix especial, Electric Youth Newstalgia, produzido por Tracy Young, além de concertos comemorativos ao redor do mundo. A celebração se estendeu por 15 cidades dos EUA com a turnê Acoustic Youth: Songs and Stories from the Electric Youth Album Era. A tradicional temporada de Winterlicious retornou com residências em Los Angeles, Nova York e dois shows adicionais na Flórida.
Em 2025, Gibson foi destaque na Rose Parade, cantando Electric Youth durante o Grand Finale, apresentado pelo Mansion Entertainment Group, ao lado de Betty Who e dos dançarinos da Debbie Allen Dance Academy. Atualmente, a artista se prepara para a turnê Newstalgia: Greatest Hits & Beyond, que passará pela América do Sul. O primeiro show confirmado acontecerá no Chile, em 31 de maio de 2025, enquanto as demais datas e cidades ainda serão anunciadas.
Com uma carreira marcada por sucessos atemporais, álbuns de platina e papéis de destaque no palco e nas telas, Debbie Gibson continua a se reinventar e a encantar públicos ao redor do mundo, reafirmando seu legado como uma verdadeira força da indústria do entretenimento.

## Discografia

### Álbuns de estúdio
- Winterlicious (2022)
- The Body Remembers (2021)
- Ms. Vocalist (2011)[40]
- Colored Lights: The Broadway Album (2003)
- M.Y.O.B. (2001)
- Deborah (1996)
- Think with your Heart (1995)
- Body Mind Soul (1993)
- Anything Is Possible (1990)
- Electric Youth (1989)
- Out of the Blue (1987)

### Álbuns ao vivo
- One Step Ahead Tour (1991)
- Live Around The World Tour (1990)
- Live in Concert: The Out of the Blue Tour (1988)

### Compilações
- Debbie Gibson: Greatest Hits (1995)
- Lost in Your Eyes and Other Hits (1999)
- Memory Lane, Volume 1 & 2 (2005)
- Rhino Hi-Five: Debbie Gibson (2006)
- The Singles A's & B's (2017)
- We Could Be Together (2017)

### Trilha Sonora
- Z - The Masked Musical (1998)
- Grease - Original London Cast Album (1993)

### Singles
- Electric Youth Newstalgia (2023)
- Love Don't Care (2023)
- Heartbreak W/Joey McIntyre (2022)
- Lost in your Eyes, the Duet W/Joey McIntyre (2021)
- Me Not Loving You (2021)
- One Step Closer (2021)
- Girls Night Out (2019)
- Christmas Star (2019)
- 80s Baby - com NKOTB (2019)
- Boys in the Band (Boy Band Anthem) - com NKOTB (2019)
- Your Forever Girl (2018)
- I am Peaceman (2017)
- Electric Youth Reloaded (2012)
- I Love You (2010)
- Already Gone (2009)
- Say Goodbye – Dueto com Jordan Knight (2006)
- Someone You Love - Dueto com O'Neill Brothers (2005)
- Lost in Your Eyes versão acústica (2005)
- Naked (2005)
- Your Secret (2001)
- What You Want (2001)
- MYOB (2001)
- You Belong to Me (2001)
- With all my Heart (2001)
- Light the World – Dueto com Peabo Bryson (1999)
- My Girlfriend's Boyfriend (1999)
- Moonchild (1998)
- Only in My Dreams (1998)
- Only Words (1997)
- Didn't Have the Heart (1995)
- For Better or Worse (1995)
- You're the One that I Want – Dueto com Craig McLachlan (1993)
- Free Me (1993)
- How Can This Be? (1993)
- Shock Your Mama (1993)
- Eyes of the Child (1993)
- Losin' Myself (1993)
- In His Mind (1992)
- Sure (1991)
- Someday – Dueto com Chris Cuevas (1991)
- One Step Ahead (1991)
- One Hand, One Heart (1991)
- (This So-Called) Miracle (1990)
- Anything Is Possible (1990)
- Without You (1990)
- We Could Be Together (1989)
- No More Rhyme (1989)
- Electric Youth (1989)
- Lost in Your Eyes (1989)
- Staying Together (1988)
- Foolish Beat (1988)
- Out of the Blue (1988)
- Shake Your Love (1987)
- Only in My Dreams (1986)

## Filmografia

### Vídeos
- Love Don't Care (2023)
- Me Not Loving You (2021)
- Girls Night Out (2021)
- Foolish Beat (Voices of Extreme) - Participação no clipe da banda Voices of Extreme (2020)
- Boys in the Band (Boy Band Anthem) - Participação no clipe da banda NKOTB (2019)
- Last Friday Night (T.G.I.F.) - Participação no clipe da Katy Perry (2011)
- I Love You (2010)
- Already Gone (2009)
- What you Want (2001)
- Only Words (Remix) (1997)
- Only Words (1996)
- Didn’t Have the Heart (1995)
- For Better or Worse (1995)
- You’re the One that I Want (1993)
- Shock your Mama (1992)
- Losin’ Myself (1992)
- Someday (1991)
- This so-called Miracle (1991)
- One Hand, one Heart (1991)
- Anything is Possible (1990)
- We Could be Together (1989)
- No More Rhyme (1989)
- Electric Youth (1989)
- Lost in your Eyes (1989)
- Staying Together (1989)
- Foolish Beat (1988)
- Out of the Blue (1988)
- Shake your Love (1987)
- Only in my Dreams (1986)

### Filmes
- Wedding of Dreams (Telefilme) (2018) - interpretando Debbie Taylor
- Summer of Dreams (Telefilme) (2016) - interpretando Debbie Taylor
- The Music in Me (Telefilme) (2015) - interpretando Jessica
- Rock of Ages (2012)
- Mega Python vs. Gatoroid (2011) - interpretando Dr. Nikki Riley
- Mega Shark vs Giant Octopus (2009) - interpretando Emma MacNeil
- Body/Antibody (2007) - interpretando a Assistente Social
- Coffee Date (2005) – interpretando Melissa
- Celeste in the City (Telefilme) (2004) – interpretando Monica
- Soulkeeper (2001) – interpretando Deborah Gibson
- My Ex-Girlfriend’s Wedding Reception (2001) – interpretando Lisa Weinstein
- My Girlfriend’s Boyfriend (1999) – interpretando Melissa Stevens
- Sweet Liberty (1986) - Menina no parque de diversões
- GhostBusters (1984) - Aniversariante na taberna no verde

### Televisão
- America's Most Musical Family (2019) - Jurada
- Dancing with the Stars (2017) - Participante
- Acting Dead (2014) - interpretando Roberta
- Sing Your Face Off (2014)  - Jurada
- Rita Rocks (2009) - episódio "Old Friends" - interpretando Cindy Schotz
- Total Pop Star (2007) - Jurada
- Criss Angel - O Ilusionista (2006) - episódio "Celebrity Seance"
- Celebrity Apprentice (2003) - Participante
- American Juniors (2003) - Jurada
- That ‘80s Show (2002) – episódio “Beach Party” – interpretando Janice
- Maggie Bloom (2000) – interpretando Maggie Bloom
- Step by Step (1991) – episódio “Roadie” – interpretando Christi Rose
- Streat Justice (1991) – episódio “Backbeat” – interpretando Gabrielle
- Beverly Hills, 90210 (1991) – episódio “East Side Story” – interpretando Debbie Gibson
- Nickelodeon Kids' Choice Awards (1988) - Apresentadora

## Teatro
- South Pacific – novembro de 2006 - interpretando Nellie
- St. Heaven (Premiere) – junho de 2006 – interpretando Maggie Hartford
- Cabaret – fevereiro a março de 2006 – interpretando Sally Bowles
- Brigadoon – agosto de 2004 – interpretando Maggie
- Company – maio a junho de 2004 – interpretando Marta
- Cabaret – fevereiro a junho de 2003 – interpretando Sally Bowles
- Chicago – outubro a novembro de 2002 / julho de 2003 – interpretando Velma Kelly
- Cinderella – novembro de 2000 a março de 2001 /  julho a agosto de 2001 – interpretando Cinderella
- Joseph and the Amazing Technicolor Dreamcoat – junho de 1999 a fevereiro de 2000 – Narradora
- Gypsy – setembro a outubro de 1998 – interpretando Gypsy Rose Lee
- Beauty and the Beast – setembro 1997 a junho de 1998 – interpretando Belle
- Funny Girl – setembro a novembro de 1996 – interpretando Fanny Brice
- Grease (EUA) – outubro de 1995 a março de 1996 – interpretando Betty Rizzo
- Grease (Reino Unido) – julho de 1993 a abril de 1994 – interpretando Sandy Oslon
- Les Miserables – janeiro de 1992 a março de 1992 – interpretando Eponine